# Centaurea takredensis
Centaurea takredensis — вид квіткових рослин родини айстрових (Asteraceae). Ареал: Марокко.

## Екологія
Росте на скелях, у степах, від сухих до посушливих середньо- та високогір'ях.

## Біоморфологічна характеристика
Багаторічна, дернова, безстеблова рослина, з товстим дерев'янисто-волокнистим кореневищем. Зелене листя, все в прикореневій розетці, з потовщеним черешком, з лопатево-перисторозділеною пластиною 3–5 см завдовжки, з овально-видовженою кінцевою часткою, тупою на верхівці. Квіткові голови поодинокі або попарно, в центрі розетки сидячі. Обгортка 10–12 × 14–18 мм, яйцювата або підкуляста, гола, з шкірястими, зеленими приквітками, з дуже тонкими війчастими краями, в 5–6 рядів. Квітки жовті. Сім'янки буруваті, лисі, нещільно запушені, стиснуті, 4–5 мм. Цвітіння: червень і липень.